# Duchovščina
Duchovščina (rusky Духовщина) je město ve Smolenské oblasti v Ruské federaci. Při sčítání lidu v roce 2010 mělo přes 4371 obyvatel.

## Poloha
Duchovščina leží na říčce Vostici v povodí Dněpru ve vzdálenosti přibližně šedesáti kilometrů severovýchodně od Smolensku, správního střediska celé oblasti.